# A World to Believe In
Singles par Céline Dion
Eyes on Me
(2008) Alone
(2008)
Singles par Yuna Itō
Urban Mermaid
(2007) Miss You
(2008)
A World to Believe In est le second single de Céline Dion issu de l’album Taking Chances et distribué au Japon.
Le titre est d'abord une version solo en anglais (2007). Par la suite, la chanteuse invite la jeune chanteuse japonaise Yuna Ito à venir enregistrer une chanson avec elle à Las Vegas après avoir entendu la reprise hommage de My Heart Will Go On sur l’album A Tribute to Celine Dion qui contient tous des succès de Céline repris par des artistes japonais. Un clip est tourné durant l’enregistrement. Le titre est intégré à l'album Wish de Yuna Itō (2008).
Céline Dion enregistre une nouvelle version, sur une mélodie modifiée et des paroles en japonais, pour le film Maboroshi no Yamataikoku qui sort le 1er novembre 2008. Appelée Himiko Fantasia Version, elle sort en single également au Japon.

## Singles

### Formats
- Japanese CD single [2]

1. "あなたがいる限り: A World to Believe In" – 4:10
2. "あなたがいる限り: A World to Believe In" (U.S.A. mix) – 4:11
3. "あなたがいる限り: A World to Believe In" (Yuna Ito solo version) – 4:12
4. "あなたがいる限り: A World to Believe In" (instrumental) – 4:08

- 4-track single [3]

1. A World to Believe In (Himiko Fantasia Version)
2. A World to Believe In
3. My Love (Taking Chances Tour)
4. There Comes a Time

### Classements
| Classement | Meilleure position |
| ---------- | ------------------ |
| Oricon     | 8                  |

## Remixes officiels
1. A World to Believe In (U.S.A. Remix)